# Bolsiusia termitoxenoidea
Bolsiusia termitoxenoidea är en tvåvingeart som beskrevs av Ronald Henry Lambert Disney 1994. Bolsiusia termitoxenoidea ingår i släktet Bolsiusia och familjen puckelflugor. Inga underarter finns listade i Catalogue of Life.